# Università statale del Montana
La Montana State University (MSU) è un'università pubblica situata a Bozeman, in Montana, negli Stati Uniti. L'istituto è uno dei più prestigiosi del sistema universitario del Montana (Montana State University System). La MSU offre diplomi di laurea in 51 campi, master in 41 campi e dottorato in 18 campi attraverso i suoi nove college.

## Storia

### Primi anni

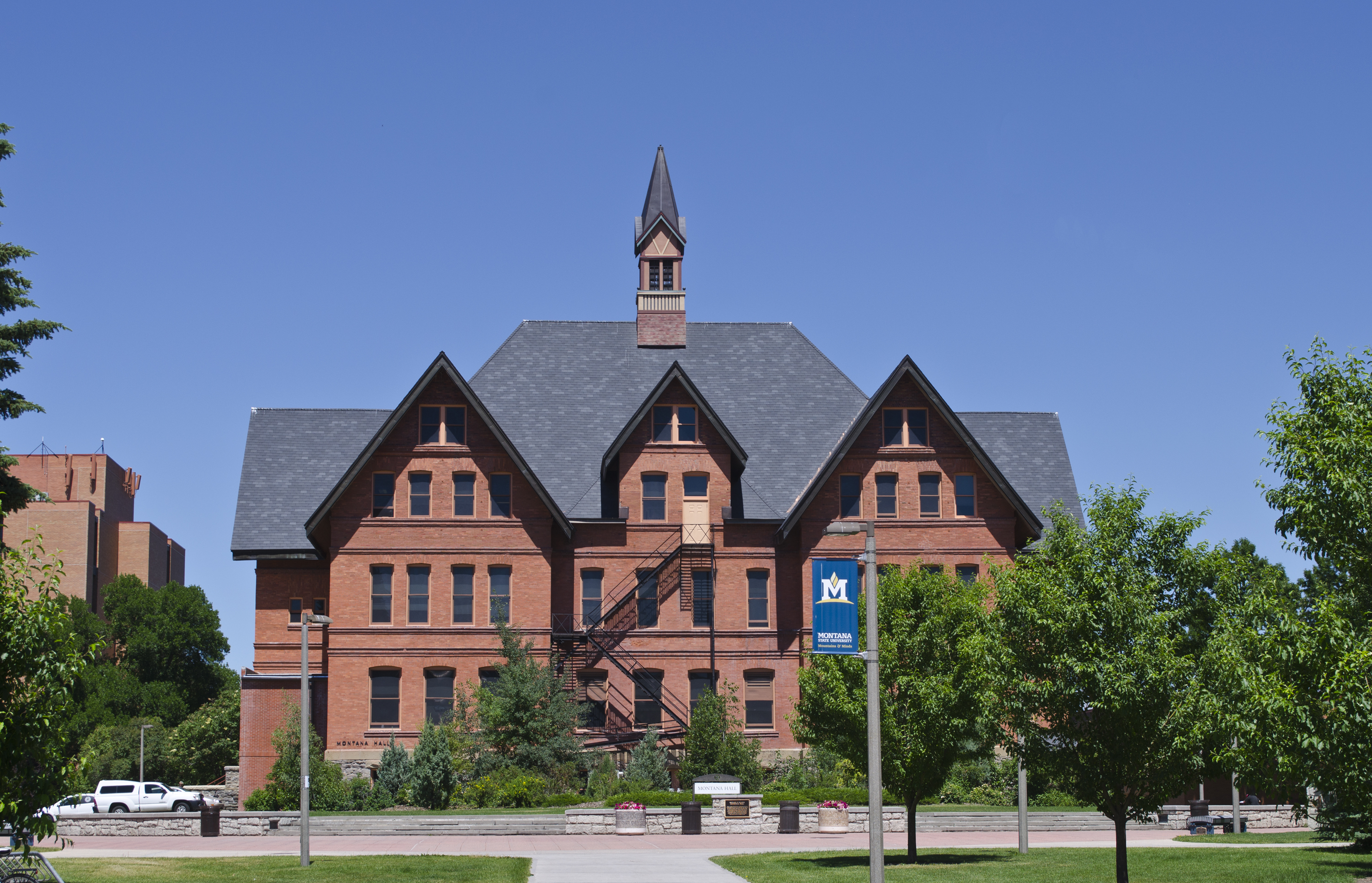
Montana Hall, il secondo edificio più antico del campus, dove si trova l'ufficio del rettore.

L'8 novembre 1889 il Montana divenne ufficialmente uno stato americano e molte città entrarono in competizione per diventare capitale dello stato, tra le quali vi era pure la città di Bozeman. Alla fine la spuntò Helena, ma come consolazione il legislatore statale decise di mettere a disposizione della terra per la costruzione di un'università della città. Nella Contea di Gallatin si fece avanti un allevatore e imprenditore di nome Nelson Story che donò circa 160 acri (650.000 m²) allo Stato per la costruzione del nuovo collegio.
La MSU venne fondata nel 1893 come Agricultural College of the State of Montana e aprì le sue porte il 16 febbraio dello stesso anno con otto iscritti (cinque maschi e tre femmine). Inizialmente esistevano solo due facoltà con due professori: Luther Foster, un orticoltore del Dakota del Sud, poi diventato rettore dell'istituto, e Homer G. Phelps, che insegnava commercio. In poche settimane, però, si aggiunsero S.M. Emery, che gestiva la stazione sperimentale agricola, e Benjamin F. Fanciulla, un insegnante di inglese della ex Bozeman Academy. Come primo rettore venne nominato Augustus M. Ryon, proprietario di una miniera di carbone, il 17 aprile 1893. Ryon si scontrò subito con il consiglio di amministrazione e il consiglio dei docenti e nel 1895 abbandonò il proprio posto di rettore, lasciandolo al reverendo James R. Rei, un pastore presbiteriano che era stato presidente della Comunità dei College del Montana di Deer Lodge dal 1890.
Il college crebbe rapidamente sotto il mandato di Reid, che fornì 10 anni di stabilità e di armonia. Sia l'Agricultural Experiment Station (ora conosciuto come Taylor Hall) e l'edificio principale (ora conosciuto come Montana Hall) vennero costruiti nel 1896, proprio sotto Reid. Nel 1897 venne fondata la prima squadra di football americano dell'università e nelle stesso anno si laurearono i primi quattro studenti dell'istituto. Inoltre nel 1898 si aggiunsero altri due corsi universitari: ingegneria civile e ingegneria elettrica.

### L'espansione e la crescita sotto Hamilton e Atkinson

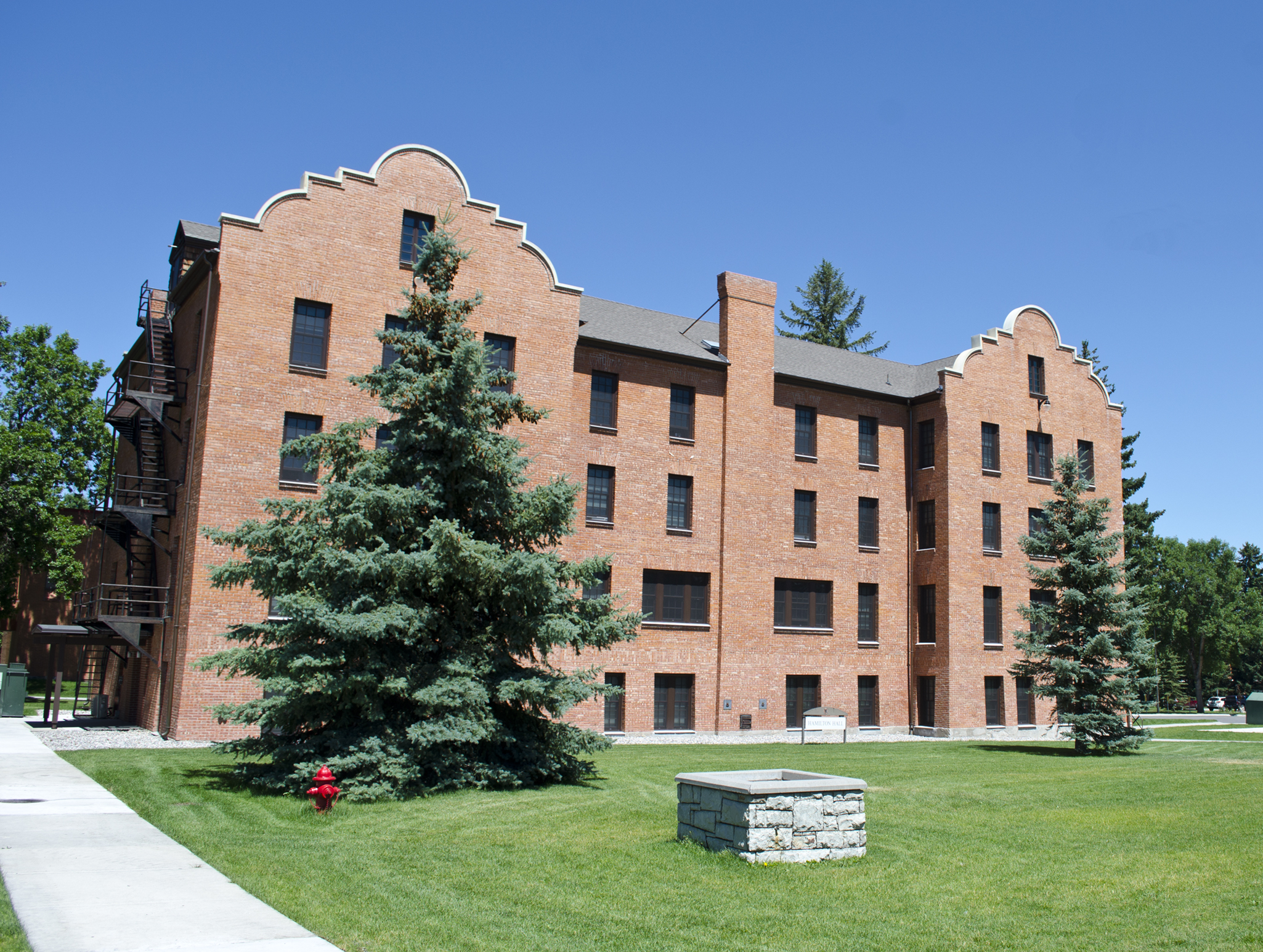
Mission Revival, il primo dormitorio del campus, costruito nel 1910.

Reid lasciò il suo incarico per motivi di salute nel 1905, e gli successe l'economista James M. Hamilton. Deciso a rendere il collegio una scuola tecnologicamente avanzata, ampliò rapidamente le aree di studio, come biologia, chimica, ingegneria, geologia e fisica. Hamilton ideò anche il motto dell'università, "Istruzione per l'efficienza", che il collegio ha continuato ad utilizzare fino al 1990. Un'ulteriore marcatura del cambio di direzione alla guida dell'università fu il cambio di nome della stessa in Montana College of Agriculture and Mechanic Arts nel 1913. In questo periodo vennero eretti anche altri tre edifici: il Linfield Hall (1908), l'Hamilton Hall (1910), e il Traphagen Hall (1919).

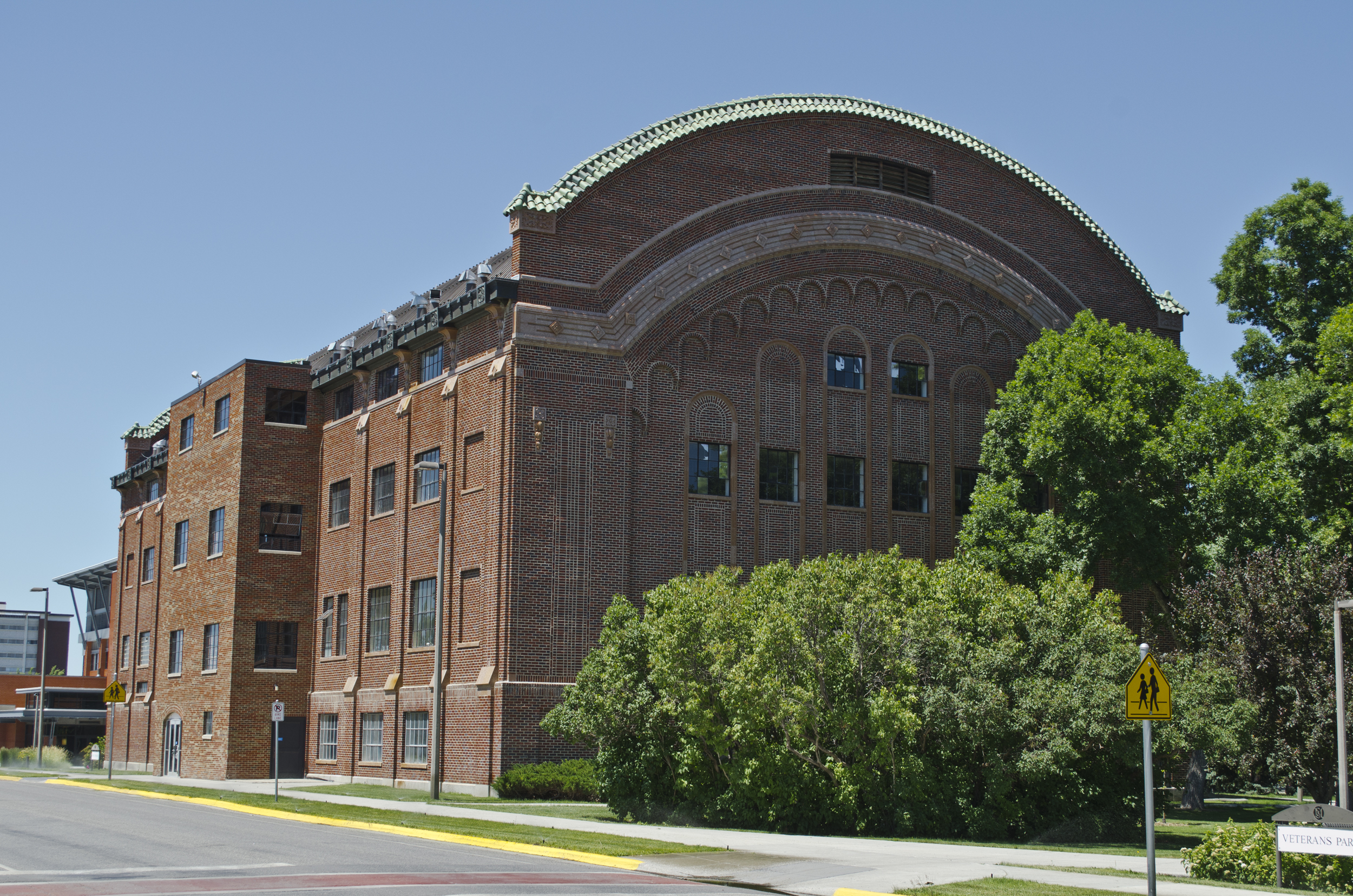
Romney Gym, casa della squadra universitaria di pallacanestro dei Bobcat campioni nazionali nel 1928, costruito nel 1922.

Hamilton si dimesse nel 1919, e il suo successore fu il perito agrario Alfred Atkinson, che detiene tuttora il secondo più longevo mandato nella storia dell'università. In questi anni le squadre universitarie di football e pallacanestro entrarono in un periodo d'oro. Nel 1922, Atkinson assunse George Ott Romney e Schubert Dyche come allenatori e co-responsabili delle squadre di football e di basket maschile. Tra il 1922 e il 1928, le squadre di football di Romney stabilirono un record di 28-20-1. Ciò ha incluso la stagione 1924 in cui la sua squadra è andata imbattuta fino alla partita finale dell'anno. Come allenatore di basket, i team di Romney stabilirono un record di 144-31 e inventarono il contropiede. Nel 1928 Schubert Dyche sostituì Romney, che abbandonò il suo posto di allenatore, guidando i "Golden Bobcats" (Bobcats d'Oro) squadra del 1928, che con un record di 36-2 riuscì a vincere il campionato nazionale. Nei suoi sette anni come allenatore di basket, Dyches raggiunse un record di 110-93, riuscendo a vincere per due volte la conference.
I primi tre decenni del XX secolo sono stati i più turbolenti del campus universitario. Nel 1900 Bozeman divenne famoso per essere un quartiere a luci rosse, dove l'alcool era abbondante e a buon mercato e non c'era altro tipo di intrattenimento in grado di occupare il corpo studentesco. L'ormai ex preside Reid spese gran parte del suo mandato per cercare di reprimere il bere, il gioco d'azzardo e la prostituzione da parte degli studenti. Quando gli successe J.M.Hamilton si cercò di migliorare il clima per le donne con la costruzione dell'Hamilton Hall, che divenne il primo dormitorio femminile dell'intero istituto. L'accesso da parte degli uomini a Hamilton Hall fu rigorosamente limitato; solo alcuni, degli ultimi anni, furono ammessi dopo molti anni nel salone al primo piano e solo per la domenica. Venne costruito anche l'Atkinson Quadrangle luogo il "Lair Bobcat", un luogo di ritrovo famoso all'interno dell'istituto.

### La depressione e la seconda guerra mondiale

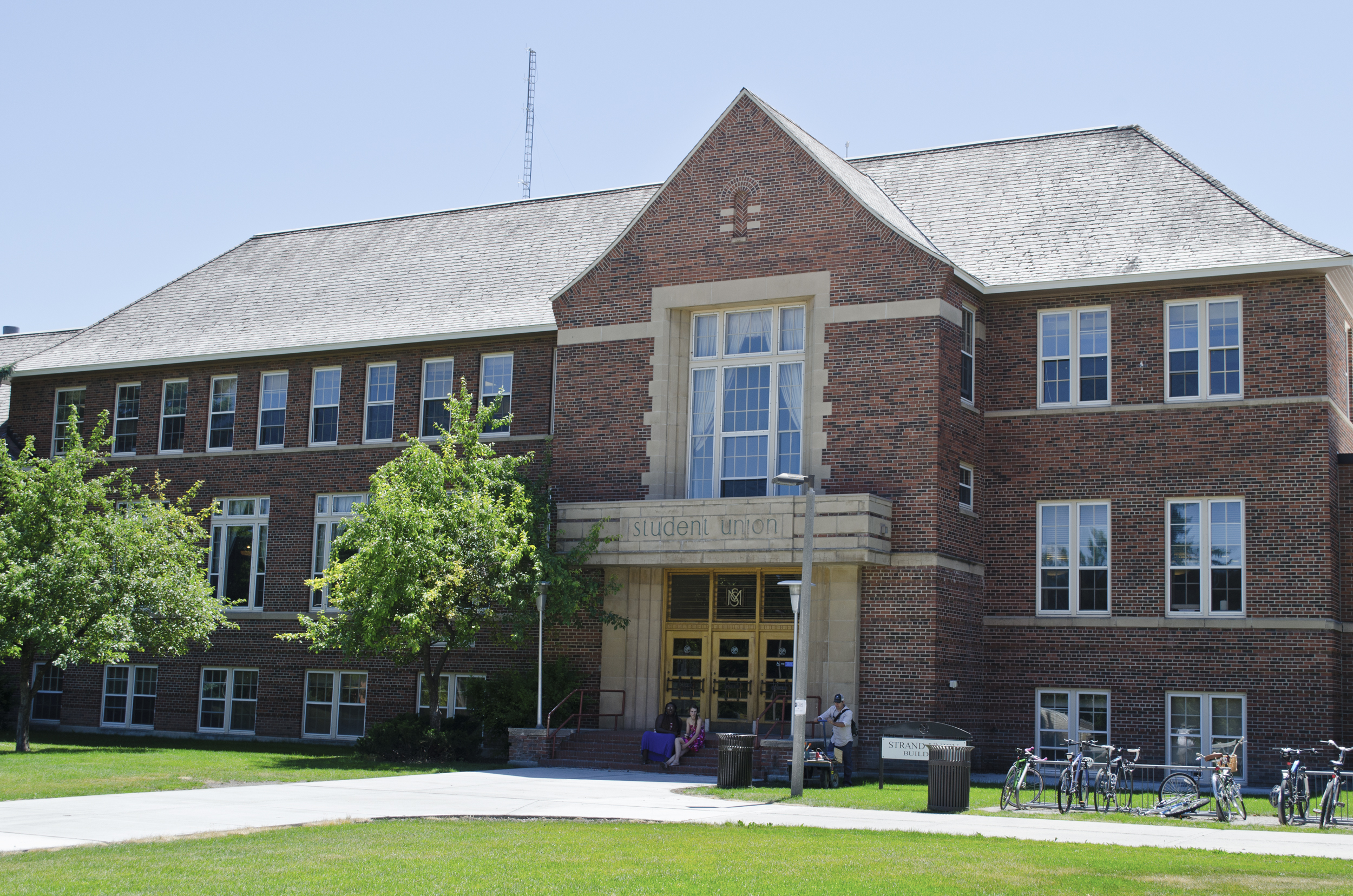
Lo Student Union Building (ora Strand Union Building), che fu inaugurato nel 1940, alla vigilia della seconda guerra mondiale

L'istituto fu colpito pesantemente durante la Grande depressione. Il prezzo dei prodotti agricoli (sostegno economico del Montana) salì vertiginosamente durante la prima guerra mondiale. Per anni i prezzi, anche dopo la fine della guerra, rimasero costantemente alti, inoltre nel 1923 gli Stati Uniti furono sommersi da una depressione agricola e l'istituto rischiava di non ricevere più i sostenimenti adeguati per continuare la propria attività. Lo stato americano si adoperò per migliorare la situazione; il presidente Franklin D. Roosevelt istituì nel 1933 il Public Works Administration (PWA) per fornire i finanziamenti federali per la costruzione di opere pubbliche come strumento di stimolo economico. Il preside dell'istituto Atkinson, però, era fortemente contrario al New Deal di Roosevelt, e si rifiutò di accettare i fondi PWA per espandere il college. Perciò, con lo stato incapace di assistere il complesso, il Montana State College attraversò un periodo di stagnazione durante gli anni 30.
Atkinson si dimise nel 1937 per diventare preside della University of Arizona. Al suo posto fu nominato A.L. Strand, un entomologo che aveva scoperto il modo di controllare le devastanti invasioni di cavallette in Montana. Strand fu il primo laureato della scuola a diventare preside della stessa.
Il preside Strand rassegnò le proprie dimissioni nel 1942, decidendo di accettare la presidenza della Oregon State University (egli vi rimase per 19 anni, trasformando la Oregon State in un istituto di ricerca e istruzione a livello mondiale). Con un Montana non ancora emerso dalla Grande Depressione, il collegio faticò a trovare un nuovo presidente. Alla fine fu scelto l'ingegnerie William Cobleigh, come presidente temporaneo, nel biennio 1942-1943, mentre si cercava ancora un sostituto di Strand.

### Gli anni di Renne

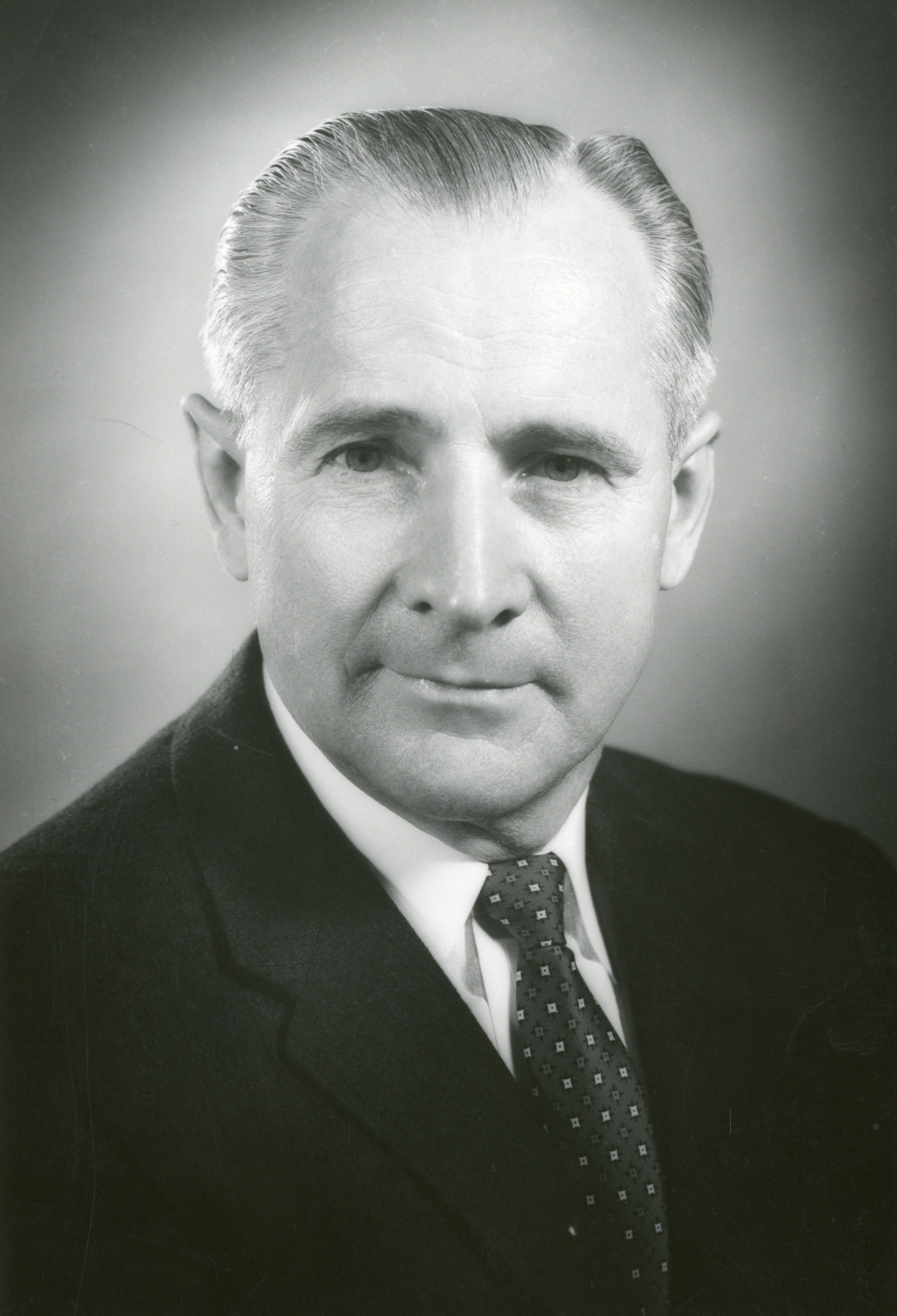
Dr. Roland Renne, rettore della MSU dal 1943 al 1964.

Nel 1943, il Consiglio di Stato di istruzione superiore nominò Roland "Rollie" Renne nuovo preside ad interim del MSU. Renne era un famoso economista, di sponda liberale come Richard T. Ely e John R. Commons, e un forte sostenitore del New Deal. Aveva già insegnato presso MSC dal 1930 fino al 1942, quando prese un periodo di congedo per dedicarsi alla carriera pubblica.
Renne rimase rettore dell'istituto per 11 anni (il terzo più lungo mandato nella storia del MSU). Con l'approvazione del G.I. Bill appena otto giorni prima della sua nomina e la fine della guerra in vista, Renne si rese conto che i militari di ritorno dalla guerra stavano per inondare i campus universitari. Decise allora di riciclare edifici in legno del tempo della guerra da tutto lo stato, per costruire una classe temporanea e un nuovo spazio abitativo. La sua lungimiranza aiutò l'istituto a sopravvivere al rapido aumento delle iscrizioni, raddoppiando il suo numero di iscritti da 1155 nel 1945 a 2014 nel 1946 e quasi 3.591 nel 1947. Aumentò anche il numero delle facoltà: da 132 si passò a 257. Inoltre, credendo che un collegio di istruzione dovesse insegnare i valori democratici, Renne cambiò rapidamente il curriculum sottolineando l'importanza di alcune arti liberali come antropologia, archeologia, storia, scienze politiche, psicologia e sociologia.

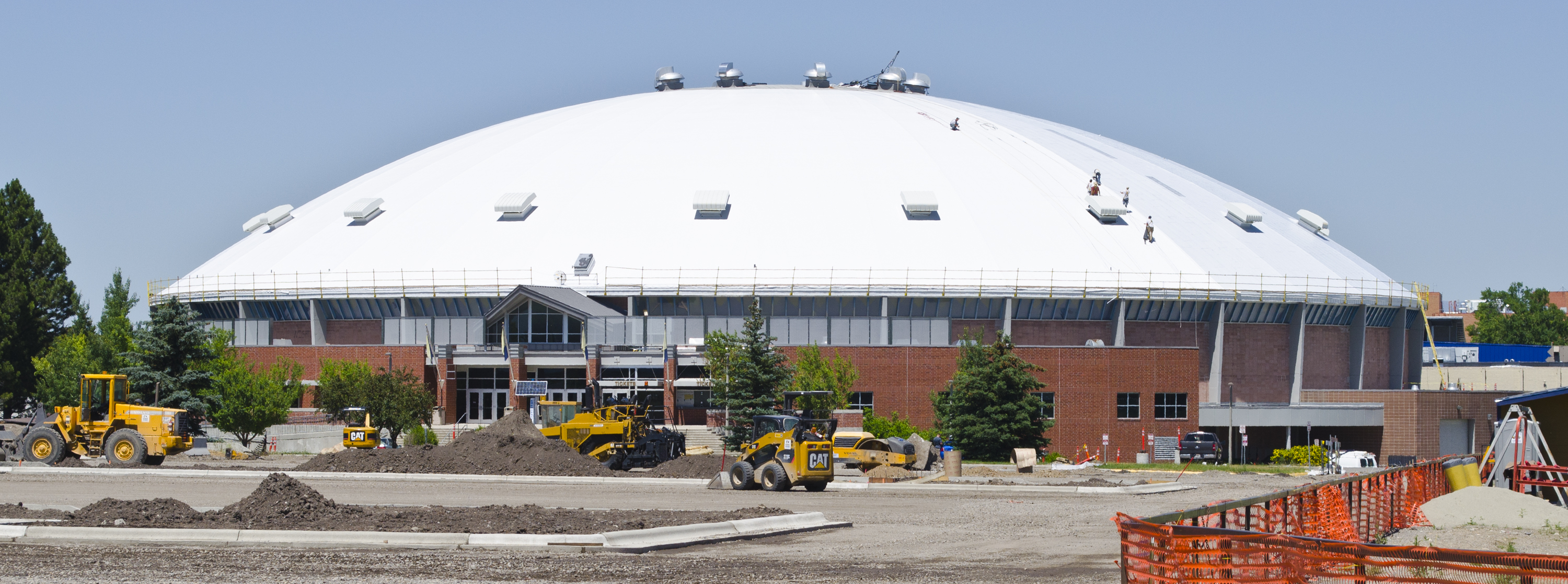
Brick Breeden Fieldhouse and Worthington Arena, costruita nel 1958.

Nel corso del 1950, Renne si concentrò principalmente sull'espansione della pianta fisica dell'istituto. Durante la sua presidenza furono costruiti 18 edifici nel campus: più del doppio del numero che era stato costruito tra il 1893 e il 1944 e quasi altrettanti come sono stati costruiti tra il 1966 e il 2013. Tra queste, la costruzione della Library Building (ora Renne Library) prima biblioteca dedicata del campus (precedentemente ospitata in alcune stanze al secondo piano di Montana Hall) e del Brick Breeden Fieldhouse nel 1958 (che completava la vecchia e obsoleta Romney Gym). Il programma di costruzione comprendeva una cappella (Danforth Chapel nel 1950), cinque grandi edifici (il McCall Hall nel 1952, l'A.J.M. Johnson Hall nel 1954, la Reid Hall nel 1959, la Cooley Laboratory nel 1960 e il Gaines Hall nel 1961), e sette padiglioni residenziali (l'Hannon Hall nel 1954, il Johnstone Hall nel 1955, il Culbertson Hall, l'Harrison Dining Hall, il Mullan Hall e il Langford Hall nel 1955 e l'Hapner Hall nel 1959).
Ci fu qualche critica rivolta a Renne come il fatto che non abbia rivolta la massima attenzione all'istituto negli anni '50. Il suo stile di governare era autoritario e le sue assenze prolungate portarono ad una perdita della sua leadership all'interno dell'istituto. Accettò inoltre molti ruoli extrascolastici che lo portavano ad allontanarsi dal campus, a volte anche per settimane intere.
Roland Renne si dimise da presidente della Montana State College il 1º gennaio 1964, per correre alle elezioni di governatore del Montana. Perse le elezioni contro il governatore uscente Tim Babcock, conseguendo il 48.6 % dei voti.

## Studi universitari
La MSU è leader nazionale per il riconoscimento del Phi Kappa Phi Graduate Fellowships ed è tra le prime dieci istituzioni del paese che designa borse di studio Goldwater. L'US News and World Report riconosce la MSU come uno dei migliori istituti d'istruzione d'America, collocandolo nel terzo livello di Università Nazionali. La Montana State University è la sola al mondo ad offrire un Master di Fine Arts in Scienze e Storia Naturale, grazie anche al Museo delle Montagne Rocciose dell'università, nel quale è possibile vedere il più grande cranio di Tyrannosaurus rex mai ritrovato, addirittura, più grande di quello di "Sue" presso il Field Museum di Chicago.
La Montana State University ha recentemente fatto uso del nome "University of Yellowstone" per le sue ampie attività di ricerca scientifica in materia dell'ecosistema del parco.
La Montana State University ha ricevuto più di cinque volte il National Science Foundation, cioè delle sovvenzioni per gli studi di Yellowstone, e grazie a ciò, secondo David Roberts (capo del dipartimento di ecologia della MSU) l'università ha superato le sue dirette avversarie Stanford e UCLA.

### College
- College of Agriculture
- College of Arts and Architecture
- College of Business

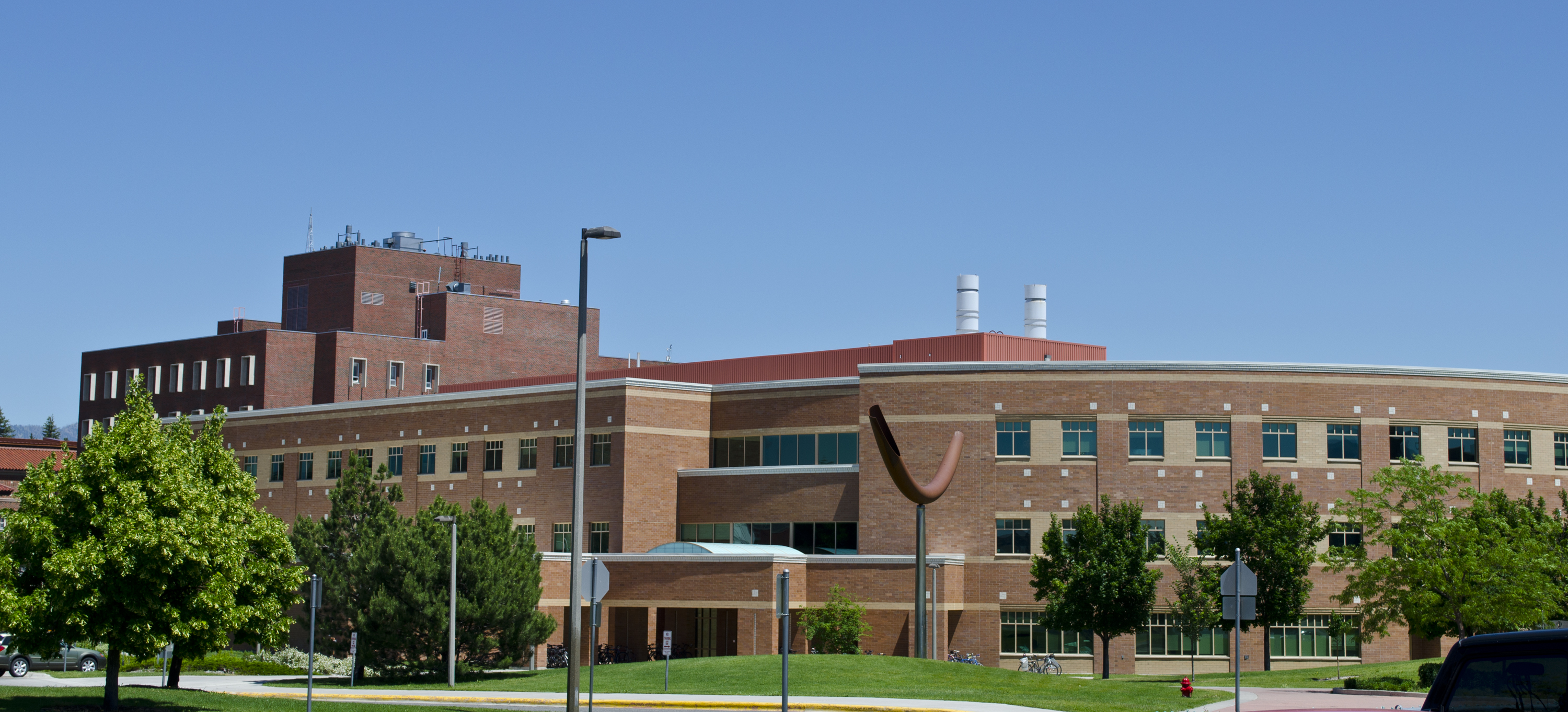
L'Engineering and Physical Sciences Building ospita il College of Engineering, il college più famoso del campus.

- College of Education, Health & Human Development
- College of Engineering
- College of Letters and Science
- College of Nursing
- University College
- College of Graduate Studies
- Roland R. Renne Library

### Risorse accademiche
La Montana State University concentra i suoi sforzi di ricerca nelle seguenti aree e fornisce risorse accademiche di eccellenza da questi centri in tutta l'università.
- Center for Biofilm Engineering
- Center for Bio-Inspired Nanomaterials
- Center for Computational Biology
- Optical Technology Center
- Energy Research Institute
- Thermal Biology Institute
- Paleontology
- Infectious Diseases and Immunology
- Western Transportation Institute
- Montana Institute on Ecosystems
- Montana Cooperative Fishery Research Unit
- Montana Microfabrication Facility
- Roland R. Renne Library
- Institute on Ecosystems

## Sport universitari
Le squadre sportive della MSU sono soprannominate Fighting Bobcats, e partecipano alla Division I nella Big Sky Conference, di cui la MSU è socio fondatore. Le squadre maschili gareggiano nel calcio, nel basket, nel rodeo e nel tennis, mentre le squadre femminili includono pallavolo, basket, tennis, golf, rodeo.
L'università ha vinto diversi campionati nazionali di rodeo uomini, tre campionati nazionali di calcio e un campionato nazionale di basket maschile.

### Basket
La storia dei Montana State Bobcats include una delle squadre leggendarie a livello collegiale, i Golden Bobcats (Bobcats d'oro) della fine del 1920. Le squadre di basket dell'università venivano acclamate durante tutto il 1920, perché giocavano un "racehorse basketball" (traducibile in "basket cavallo da corsa") e furono tra le prime università della nazione ad impiegare il contropiede. Ciò grazie a Ott Romney, il coach della MSU, che fu un vero e proprio pioniere di quello stile di gioco, che nel 1926 mise insieme un team perfetto. Cat Thompson, John "Brick" Breeden, Frank Ward, Val Glynn e Max Worthington erano il cuore della MSU che vinse la Rocky Mountain Conference per tre stagioni consecutive.